# Hyphessobrycon vilmae
Hyphessobrycon vilmae är en art av fisk som beskrevs av den franska iktyologen Jacques Géry, 1966. Arten ingår i släktet Hyphessobrycon och familjen laxkarpar (Characidae). Inga underarter finns listade i Catalogue of Life.